# Alfred Jules Ayer
Sir Alfred Jules Ayer (29. října 1910, Londýn, Anglie, Velká Británie – 27. června 1989, Londýn) byl anglický analytický filozof, známý především jako propagátor myšlenek logického pozitivismu v anglicky mluvících zemích. Byl dlouholetým profesorem filozofie na University College v Londýně a na Oxfordu.

## Život
Základní vzdělání absolvoval v Etonu, kladl ovšem odpor přísné náboženské výchově a zastaralému systému trestů, díky čemuž se často dostával do konfliktů. Na Oxfordu se poprvé seznámil s dílem filozofů Cambridgeské školy, především Wittgensteina, Russella a Moora. Rozhodující vliv na něj měla několikaměsíční stáž ve Vídni roku 1932, kde se byl několikrát přizván k setkání Vídeňského kroužku. Navázal přátelství s jeho členy, především Otto Neurathem (se kterými si pak dlouho dopisoval), a přijal jejich logický pozitivismus. Jádrem tohoto filozofického směru navazujícího na pozitivistické tendence 19. století bylo odmítnutí metafyziky a rozpracovávání důsledné empiristické doktríny založené na metodě ověřování (verifikace). Smyslem filozofie v jeho podání bylo rozšiřovat lidské poznání prostřednictvím logické analýzy jazyka.
Když se Ayer vrátil do Anglie, zahájil osamělý boj za obrácení konzervativní britské filozofické komunity dominované neo-hegelianismem směrem k „modernímu“ učení logickému pozitivismu. Při shromáždění Aristotelské společnosti v roce 1934, britské nejvýznamnější každoroční filozofické konference, slovně zaútočil na uznávané filozofické autority: „Jste ztraceni. Jste ztraceni. Síly z Cambridge a Vídně vám jdou po krku!“ Krátce nato publikoval svou první, a zároveň nejznámější knihu, Jazyk, Pravda a Logika (Language, Truth and Logic, 1936), ve které velmi radikálně (někdy až útočně) obhájil své postoje. Tato kniha, ač nepříliš originální, zaznamenala značný úspěch a vyjma Osvobození zvířat Petera Singera je dosud nejprodávanějším dílem analytické filozofie všech dob.
Za 2. světové války narukoval a sloužil jako špion pro Secret Intelligence Service. Po válce obnovil své akademické působení, začal kupříkladu přispívat společně s Russelem a Orwellem do časopisu Polemic a byl aktivní v mnoha humanistických společnostech, jako American Academy of Arts and Sciences. Ač se považoval za ateistu, ke konci života jej prožitek v blízkosti smrti vedl k úvahám o zpochybnitelnosti tohoto stanoviska, které však vzápětí označil za neadekvátní.

## Dílo

### Jazyk, pravda a logika
V tomto svém nejslavnějším textu Ayer představuje a rozvíjí myšlenky logického pozitivismu. Základním kamenem jeho argumentu je kritika přesvědčení, že můžeme nabýt poznatků přesahujících svět vědeckého (smyslového) bádání bez toho, aby tyto poznatky ztratily smysl. Spekulativní filozofii proto označuje za „metafyziku“ a její výroky za nesmyslné.
Za účelem vymezení kritéria, pomocí kterého lze určit smysluplnost libovolného výroku, Ayer zavádí takzvaný „princip ověřitelnosti“. Dle tohoto principu jsou za smysluplné považovány pouze dva druhy výroků: za prvé se jedná o výroky vyjadřující logické vztahy mezi ideami, jejichž pravdivostní hodnotu lze určit pouze na základě porozumění všech symbolů utvářejících daný výrok, a za druhé výroky vypovídající o světě, jejichž pravdivostní hodnotu lze určit pomocí zkušenosti.
„Analytické“ výroky, jako například matematické a logické věty, považuje Ayer za tautologie, a proto nepotřebují být zkušenostně ověřovány. Oproti tomu platnost „syntetických“ výroků, jako například fyzikálních zákonů, je třeba prokázat pouze na základě zkušenosti. Ayer rozlišuje mezi „silným“ a „slabým“ ověřením. Silné ověření je schopno určit pravdivost výroku nezvratně, slabé ověření ukazuje pouze jeho pravděpodobnost. Tak například všeobecné zákony, jako „všechna tělesa se při zahřívání rozpínají“, nelze považovat za zcela ověřené, jelikož pokrývají nekonečné množství případů. Ayer, na rozdíl od jiných logických pozitivistů, považuje všechny syntetické výroky za ověřitelné pouze ve „slabém“ smyslu, a proto za pouhé hypotézy. Žádná naše promluva o vnějším světě proto nemůže být nikdy považována za zcela pravdivou či nepravdivou, už jen proto, že naše smysly nás mohou klamat.
Ayer zcela zavrhuje metafyziku, jelikož její výroky nelze ověřit. Úkolem filozofie není dle Ayera pátrat po karteziánských „základních principech“ a z jejich důsledků odvozovat obraz reality, ale logicky analyzovat jazyk používaný při formulování zkušenostních výroků a tím objasňovat logické vztahy mezi nimi. Všechny syntetické výroky jsou rozložitelné na jednoduché promluvy týkající se základních smyslových dat. Metafyzika je dle Ayera výsledkem matoucích gramatických jevů v našem jazyce. Tak například jeden z významů slovesa „být“ může vést k abstraktním spekulacím o „bytí“.
Věty vyjadřující etické a estetické soudy považuje Ayer za pouhé vyjádření subjektivních emocí a nikoliv za smysluplné výroky (základní dogma takzvaného „emotivismu“). Například nabádání k mravnosti je pouhé zvolání, které má vyprovokovat nějakou reakci. Filozofická pojednání předkládající etické a estetické argumenty jsou proto nevědecká a beze smyslu.

### Výběrová bibliografie
- Jazyk, pravda a logika (Language, Truth and Logic, 1936)*
- Základy empirického vědění (The Foundations of Empirical Knowledge, 1940)
- Filozofické eseje (Philosophical essays, 1954)
- Problém vědění (The Problem of Knowledge, 1956)
- Původ Pragmatismu (The Origins of Pragmatism, 1968)
- Analytické dědictví (The Analytical Heritage, 1971)